# رابرت کنت
رابرت کنت (انگلیسی: Robert Kent؛ ‏ ۳ دسامبر ۱۹۰۸ – ۴ مهٔ ۱۹۵۵) بازیگر اهل ایالات متحده آمریکا بود.
از فیلم‌ها یا برنامه‌های تلویزیونی که وی در آن نقش داشته‌است، می‌توان به آبشار نیاگارا، بجنبید سربازها!، محض رضای خدا، آبی وحشی دوردست، دختر روستایی، گلادیاتور و مجرم کیست؟ اشاره کرد.